# 红玫瑰白玫瑰 (电影)
《红玫瑰白玫瑰》（英語：Red Rose White Rose）是1994年上映的一部香港劇情片，由关锦鹏执导，陳冲、葉玉卿及趙文瑄主演，改编自张爱玲的同名短篇小说。本片榮獲第31屆金馬獎最佳女主角（陳冲）、最佳改編劇本、最佳美術設計、最佳造型設計及最佳電影音樂五項大獎。

## 剧情简介
佟振保（赵文瑄饰）是原本有“柳下惠”好名声的男子，然而在遇到老同学风情万种的妻子王娇蕊（陈冲饰）后，心还是乱了。
当王娇蕊把一颗真心全给了他时，他却害怕被人责难而临阵脱逃。顺着母亲的意思，振保同他并不喜歡、但也絕不是討厭的人——如白纸般单薄的孟烟鹂（叶玉卿饰）结了婚，但因为他終究不是道德上的好人、也沒法排解自己欲望的不满足，所以他开始在外嫖妓，婚姻生活没令他有任何收获。
在振保和烟鹂的日子陷入无法收拾的境地时，他意外邂逅了娇蕊。娇蕊的改变令振保陷入沉思，“旧日的善良又一点点回到他的体内。”

## 角色
- 陈冲 饰演 王娇蕊
- 赵文瑄 饰演 佟振保
- 叶玉卿 饰演 孟烟鹂
- 赵畅 饰演 佟笃保
- 史戈 饰演 玫瑰
- 沈晔 饰演 张先生

## 電影歌曲
'玫瑰香' / 作曲, 小蟲 ; 作詞, 小蟲 ; 主唱, 林憶蓮. 主題曲.
'貪吻' / 作曲, 小蟲 ; 作詞, 姚若龍 ; 主唱, 陳秀珠. 插曲.
'Blue babe' / 作曲, 小蟲 ; 作詞, 小蟲 ; 主唱, Nick Crawford. 插曲.

## 奖项
| 年份 | 頒獎典禮                  | 獎項                 | 名字                                          | 結果 |
| ---- | ------------------------- | -------------------- | --------------------------------------------- | ---- |
| 1994 | 第31届金马奖              | 最佳劇情片           |                                               | 提名 |
| 1994 | 第31届金马奖              | 最佳導演             | 关锦鹏                                        | 提名 |
| 1994 | 第31届金马奖              | 最佳女主角           | 陈冲                                          | 獲獎 |
| 1994 | 第31届金马奖              | 最佳女主角           | 叶玉卿                                        | 提名 |
| 1994 | 第31届金马奖              | 最佳改編劇本         | 林奕华                                        | 獲獎 |
| 1994 | 第31届金马奖              | 最佳攝影             | 杜可风                                        | 提名 |
| 1994 | 第31届金马奖              | 最佳美術設計         | 朴若木                                        | 獲獎 |
| 1994 | 第31届金马奖              | 最佳造型設計         | 朴若木                                        | 獲獎 |
| 1994 | 第31届金马奖              | 最佳電影音樂         | 小蟲                                          | 獲獎 |
| 1994 | 第31届金马奖              | 最佳剪輯             | 陈江河                                        | 提名 |
| 1995 | 第1屆香港電影評論學會大獎 | 最佳編劇             | 林奕華                                        | 提名 |
| 1995 | 第1屆香港電影評論學會大獎 | 最佳女演員           | 陳沖                                          | 獲獎 |
| 1995 | 第14届香港电影金像奖      | 最佳女主角           | 陈冲                                          | 提名 |
| 1995 | 第14届香港电影金像奖      | 最佳美術指導         | 朴若木                                        | 提名 |
| 1995 | 第14届香港电影金像奖      | 最佳服裝造型設計     | 朴若木                                        | 提名 |
| 1995 | 第14届香港电影金像奖      | 最佳電影配樂         | 小蟲                                          | 提名 |
| 1995 | 第14届香港电影金像奖      | 最佳電影歌曲         | 〈玫瑰香〉 主唱：林憶蓮 作曲：小蟲 填詞：小蟲 | 提名 |
| 1995 | 第45届柏林国际电影节      | 金熊奖               |                                               | 提名 |
| 1995 | 第31屆芝加哥影展          | 金雨果獎             |                                               | 提名 |
| 1995 | 第7屆金曲獎               | 最佳年度歌曲獎       | 〈玫瑰香〉 主唱：林憶蓮 作曲：小蟲 填詞：小蟲 | 提名 |
| 1995 | 第7屆金曲獎               | 最佳演奏專輯獎       | 《紅玫瑰與白玫瑰》 小蟲                       | 獲獎 |
| 1995 | 第7屆金曲獎               | 最佳演奏專輯製作人獎 | 《紅玫瑰與白玫瑰》 小蟲                       | 提名 |

## 外部連結
- 香港影庫上《红玫瑰白玫瑰》的資料（繁體中文）
- 開眼電影網上《红玫瑰白玫瑰》的資料（繁體中文）
- 豆瓣电影上《红玫瑰白玫瑰》的資料 （简体中文）
- 时光网上《红玫瑰白玫瑰》的資料（简体中文）
- AllMovie上《红玫瑰白玫瑰》的资料（英文）
- 互联网电影数据库（IMDb）上《红玫瑰白玫瑰》的资料（英文）